# Museum Haus Hövener

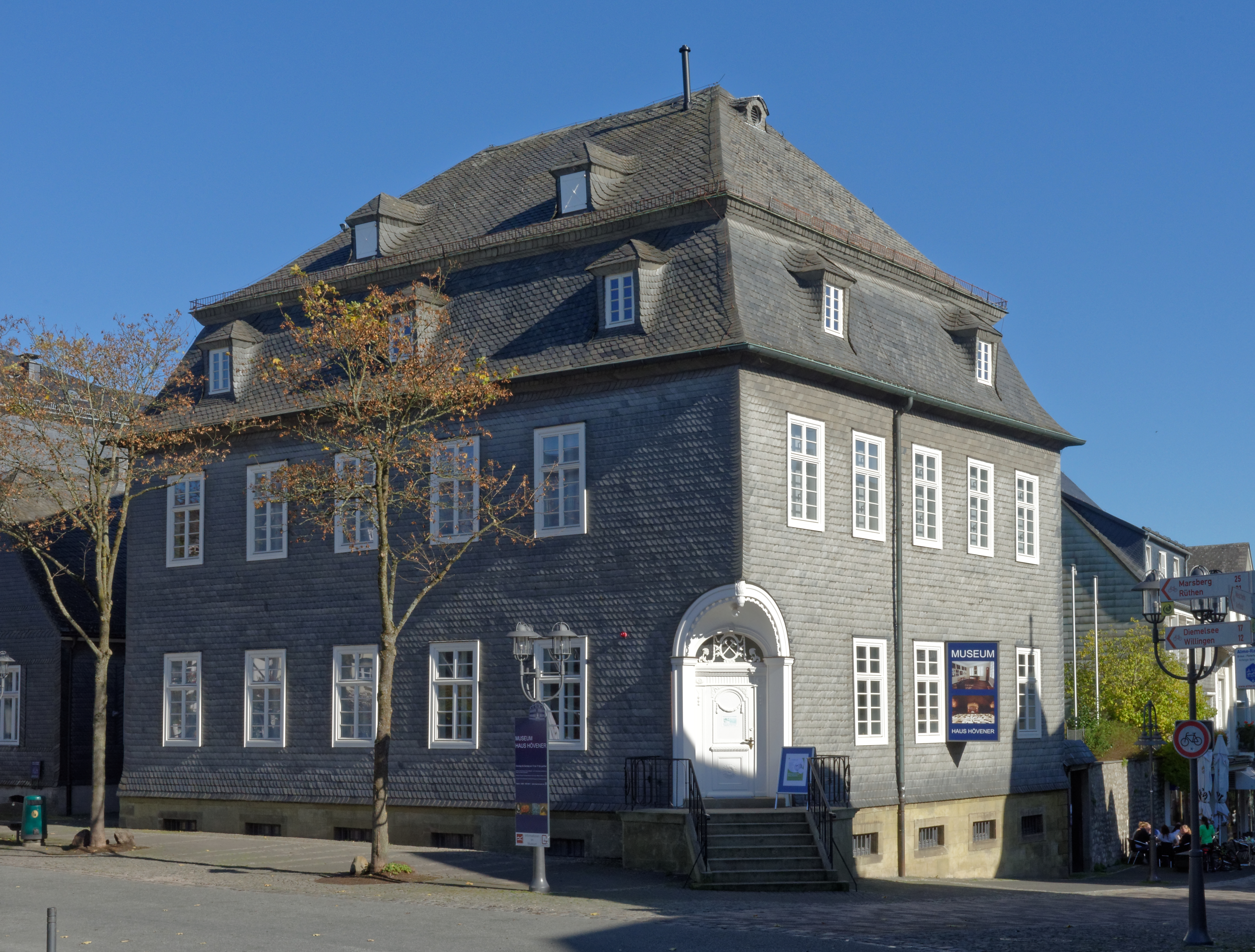
Haus Hövener

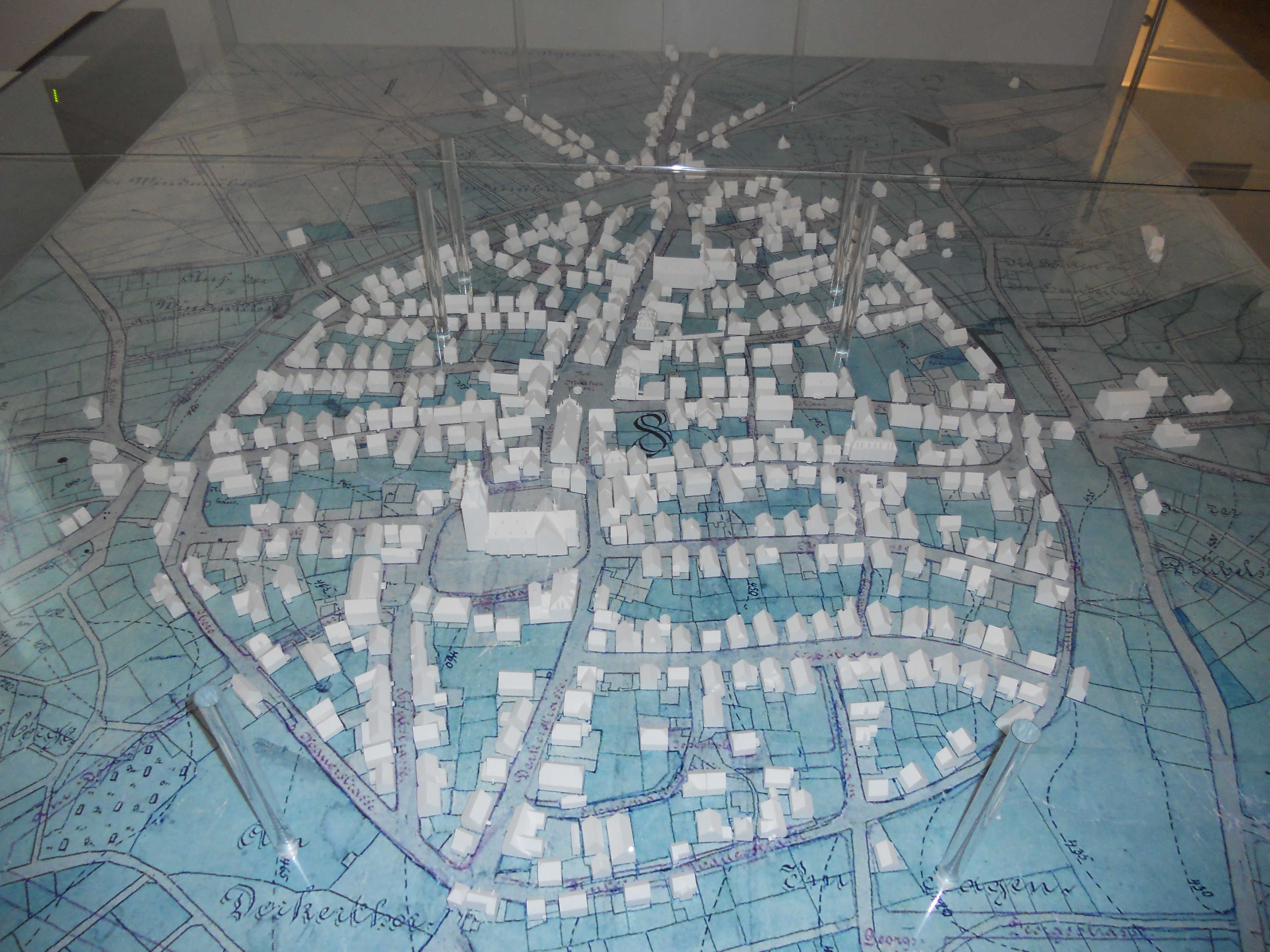
Interaktive Stadtansicht

Das Museum Haus Hövener ist ein heimatkundliches Museum in Brilon.
Das Museum befindet sich im denkmalgeschützten historischen Haus Hövener.
Wilhelmine Hövener gründete zu Lebzeiten die Stiftung Briloner Eisenberg und Gewerke – Stadtmuseum Brilon.

## Geschichte

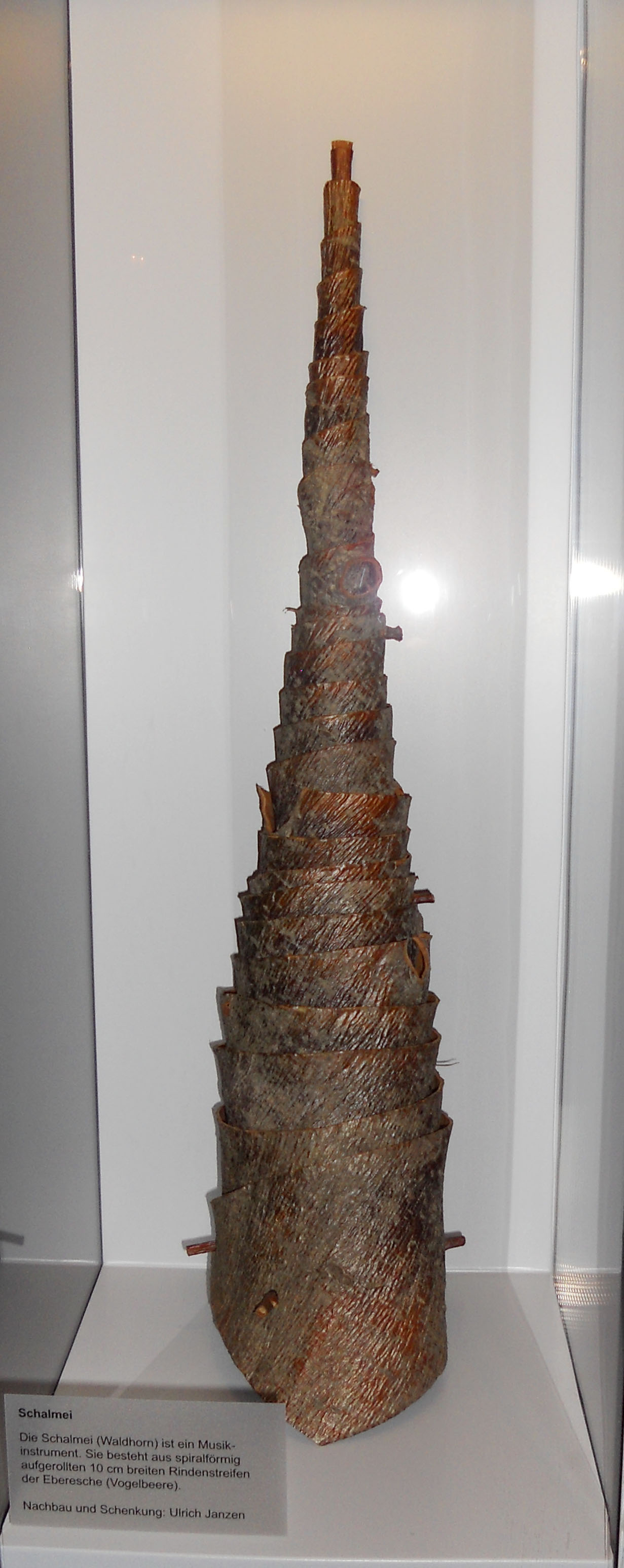
Aus Rinde gedrehte Schalmei

Das Museum wurde 1983 gegründet und befand sich zunächst im Haus des Gastes. Später wurde das Museum im Haus Henning im Heinrich-Jansen-Weg untergebracht. Nach dem Umbau des Hauses Hövener ist das Stadtmuseum unter seinem neuen Namen Museum Haus Hövener dort am Marktplatz angesiedelt, die vorhandenen Ausstellungsstücke wurden, soweit sinnvoll, integriert.
Die Besitzer- und Stifterfamilie war über vier Jahrhunderte im Hüttenwesen und Bergbau geschäftlich engagiert und hinterließ ein umfangreiches Mobiliar, eine Fachbibliothek, eine Ahnengalerie, ein Wirtschaftsarchiv und viele Gegenstände des großbürgerlichen Lebens. Somit kann die Geschichte einer ehemaligen Montanregion umfassend dargestellt werden. Wilhelmine Hövener bewohnte nach dem Tod ihrer Mutter Antonia Hövener, geb. Unkraut, das große Gebäude allein. Außer einer kleinen Kammer mit Funktionsmöbeln und Literatur fügte sie dem Haushalt nur sehr wenig bei. Sie benutzte die Gegenstände der Vorgenerationen und erhielt fast vollständig die Gegenstände des Haushaltes. So erhaltene Haushalte des Bürgertums sind so gut wie nie erhalten. Außer einer Haushaltsteilung anlässlich einer Hochzeit im Jahre 1930, bei der etliche Objekte nach Münster geschafft wurden, wurde der Haushalt seit der Mitte des 19. Jahrhunderts nicht mehr geteilt. Die Sammlung wurde gemäß Weisung der Stifterin vom Westfälischen Freilichtmuseum in Detmold als Schenkung übernommen. Ausgewählte Stücke bilden als Dauerleihgabe den Grundstock des Museums Haus Hövener.

## Gliederung der Ausstellung
Das Haus hat insgesamt 24 Räume, die sich auf 1.150 m² verteilen. Auch die Außen- und Innenarchitektur sind Bestandteile der Ausstellung.

### Kellergeschoss

#### Erdgeschichte und Dinosaurier in Brilon-Nehden
Die Wände wurden von der Malerin Katrin Keller mit Hintergrunddarstellungen versehen, so dass der Eindruck einer Landschaft entsteht, wie sie vor 120 Mio. Jahren zur Zeit der Dinosaurier ausgesehen haben könnte.
In der Ausgrabungsstätte der Dinosaurier in einem Steinbruch in Nehden wurden im Jahr 1978 Knochen des Iguanodon gefunden. Ein komplettes Skelett, das zu Demonstrationszwecken mit einer Dermoplastikhaut versehen wurde, und Fragmente von 15 weiteren Exemplaren werden gezeigt. Große Knochen hängen an den Wänden.
Der Treppenhandlauf vom Keller zum Erdgeschoss ist verschiedenfarbig bemalt, es werden die unterschiedlichen geologischen Zeiträume symbolisiert.

### Erdgeschoss
Der Eingangsbereich mit Eichenbalken ist mit einem freigelegten Eichenlaubkranz geschmückt. Hier befinden sich Foyer und Kassenbereich. Bei den Renovierungsarbeiten wurde eine alte Deckenmalerei freigelegt. Teile der nach oben führenden Holztreppe stammen aus dem Jahr 1803, dem Baujahr des Hauses.

#### Ausstellungsräume für Sonderausstellungen
Zu unregelmäßigen Terminen werden Ausstellungen zu unterschiedlichen Themen gezeigt.

#### Interaktives Stadtmodell
Mehrere hundert Jahre Briloner Stadtgeschichte werden hier dokumentiert. In diesem Umfang ist es in Deutschland einmalig und stellt eines der wichtigsten Exponate dar.
Die ehemalige Innenstadt ist im Maßstab 1:600 nachgebildet. Etwa 500 historische Gebäude werden auf einer Karte aus der Zeit von etwa 1900 gezeigt. Mittels eines Touchscreens werden die Gebäude angewählt und über einen Beamer beleuchtet. Es öffnen sich Informationen über das Gebäude, die in einer Datenbank gespeichert sind. Auch alte Fotografien, Zeichnungen und andere Ansichten sind digitalisiert.

#### Stadtgeschichte
Zu sehen sind hier ein Stadtsiegel der Stadt Brilon, ein historischer Schnadestein von 1769 und eine Schnadefahne aus dieser Zeit. Ein Fragment der alten hölzernen Wasserleitung dokumentiert die frühneuzeitliche Wasserversorgung.

### Remise

#### Sonderausstellungen
Hier sind Ausstellungen mit Gemälden oder Porzellan geplant.

### Obergeschoss

#### Bergbau- und Hüttenwesen

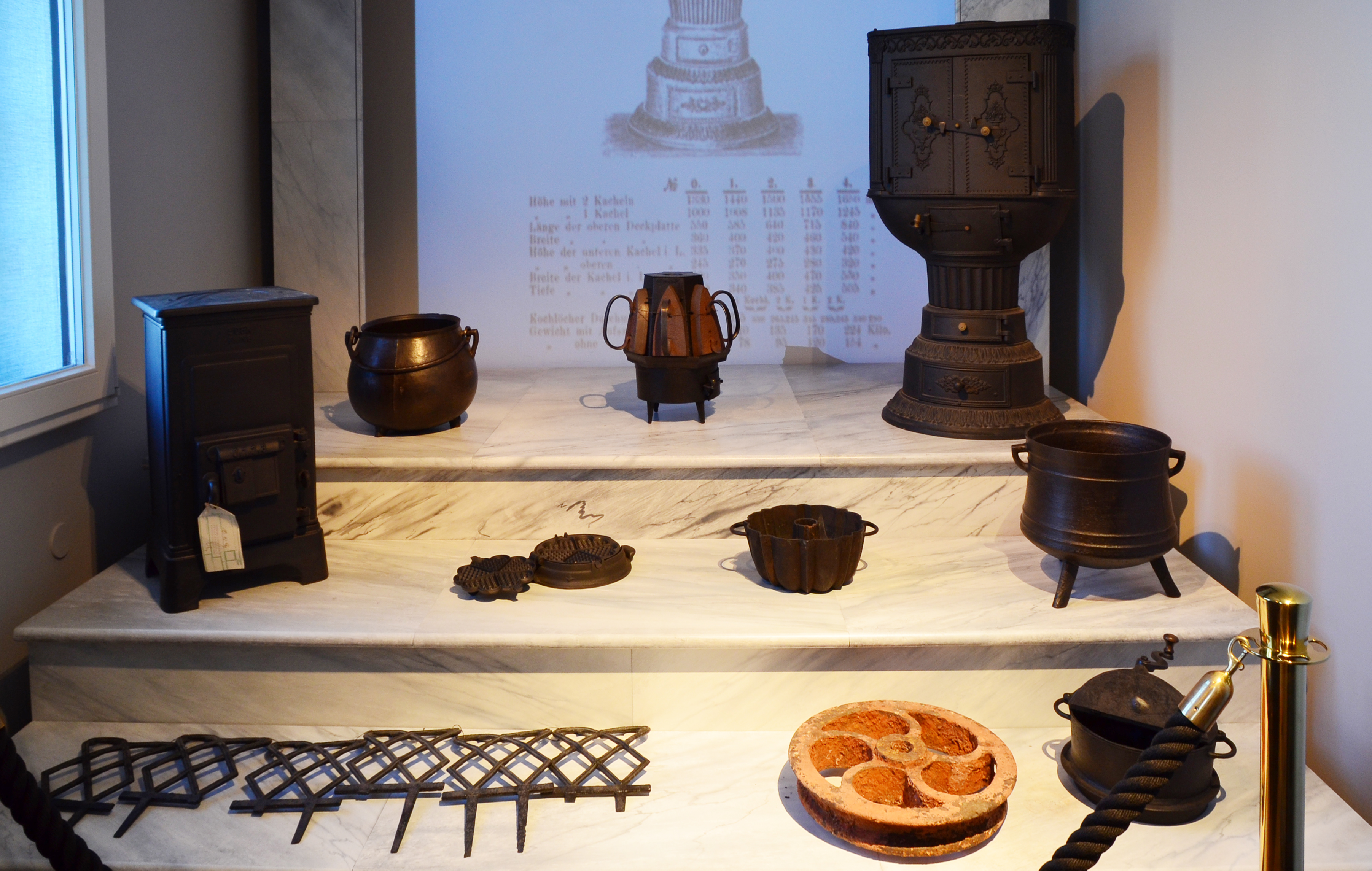
Modelle der Briloner Gusskunst

Ein einzigartiges Konzept der Wirtschafts- und Kulturgeschichte wird hier dargestellt. Das Sauerland war in früherer Montanvergangenheit eine blühende Industrie- und Handelsregion. Mit den vorhandenen Exponaten werden auch Brücken zu den in der Gegend befindlichen Wüstungen und Bodendenkmälern geschlagen.
In der digitalisierten Fachbibliothek für Bergbauwesen ist der Bestand an einem Stehpult einsehbar.
Kaltspatbergbau und Bleiverhüttung, Ofenkunstguss und Gebrauchsgießerei sind eindrucksvoll inszeniert. So ist auch ein originaler Briloner Ofen ausgestellt.

#### Familiengeschichte

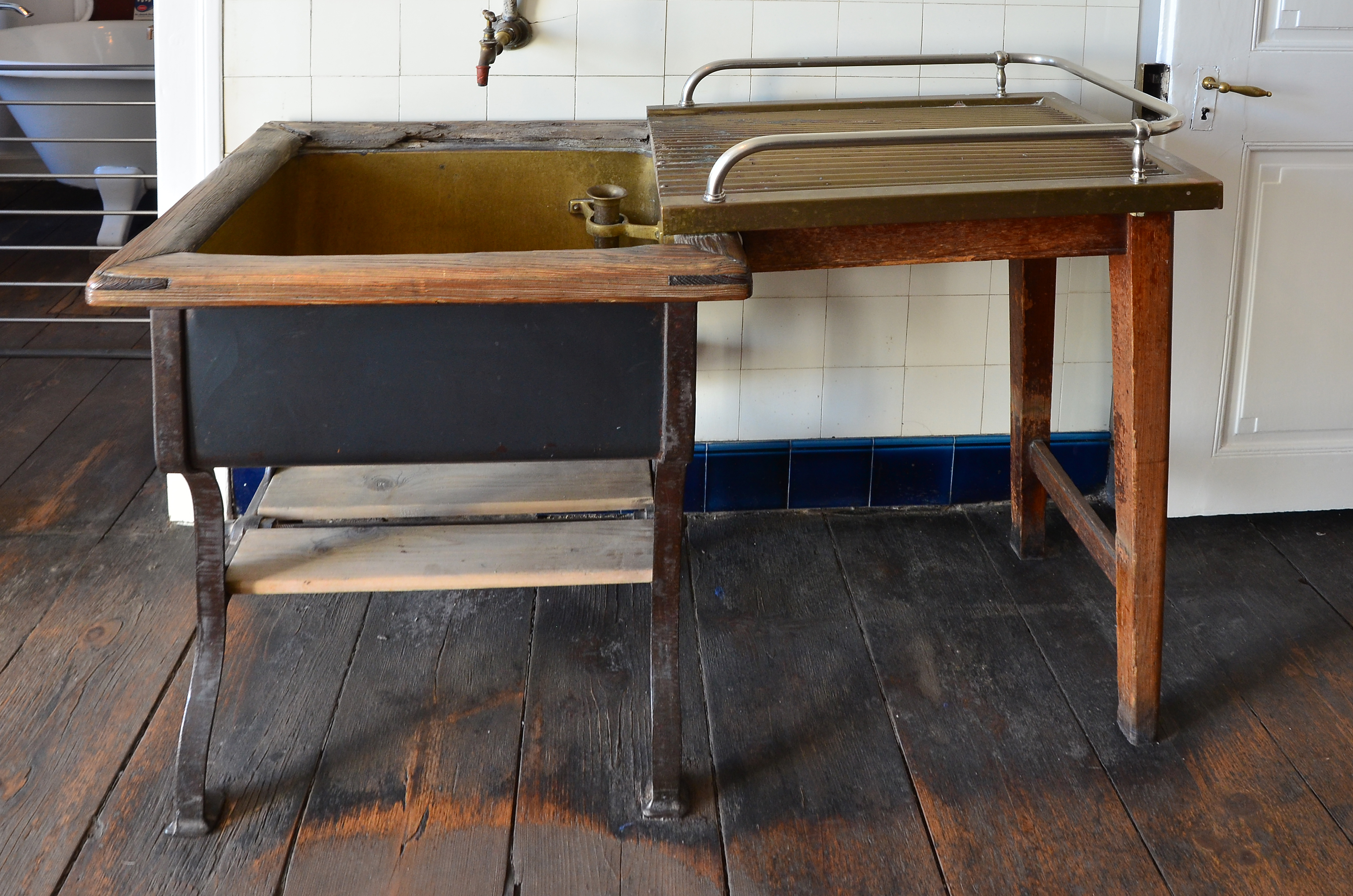
Historischer Spültisch aus täglichem Gebrauch

In dieser Abteilung sind eine Ahnentafel der Familie Unkraut sowie Gemälde und Grafiken mit Porträts der Familienmitglieder aus den vergangenen Jahrhunderten aufgehängt. Es werden unter anderem Bilder von Everhard Jodokus Kannegießer, Cornelius Dammers und Johann Heinrich Unkraut präsentiert. Möbel, Accessoires und Originalteile sind Teil der Ausstellung. Ein alter Zirkularofen aus dem Jahr 1870 sowie Badezimmer- und Küchenmöbel aus der Zeit um 1910 runden die Ausstellung ab.
In einem interaktiven Konzept wird Familiengeschichte lebendig. In der Ahnengalerie kann man sich den digitalisierten Briefwechsel zwischen Charlotte Catharina Unkraut, dem Sohn Richard, ihrer Schwiegertochter Regine geb. Kropff und Tochter Catharina Peters vorlesen lassen. So wird ein authentisches Bild des Familienlebens des Biedermeier vorgeführt.

### Dachgeschoss

#### Briloner Glockengießerei

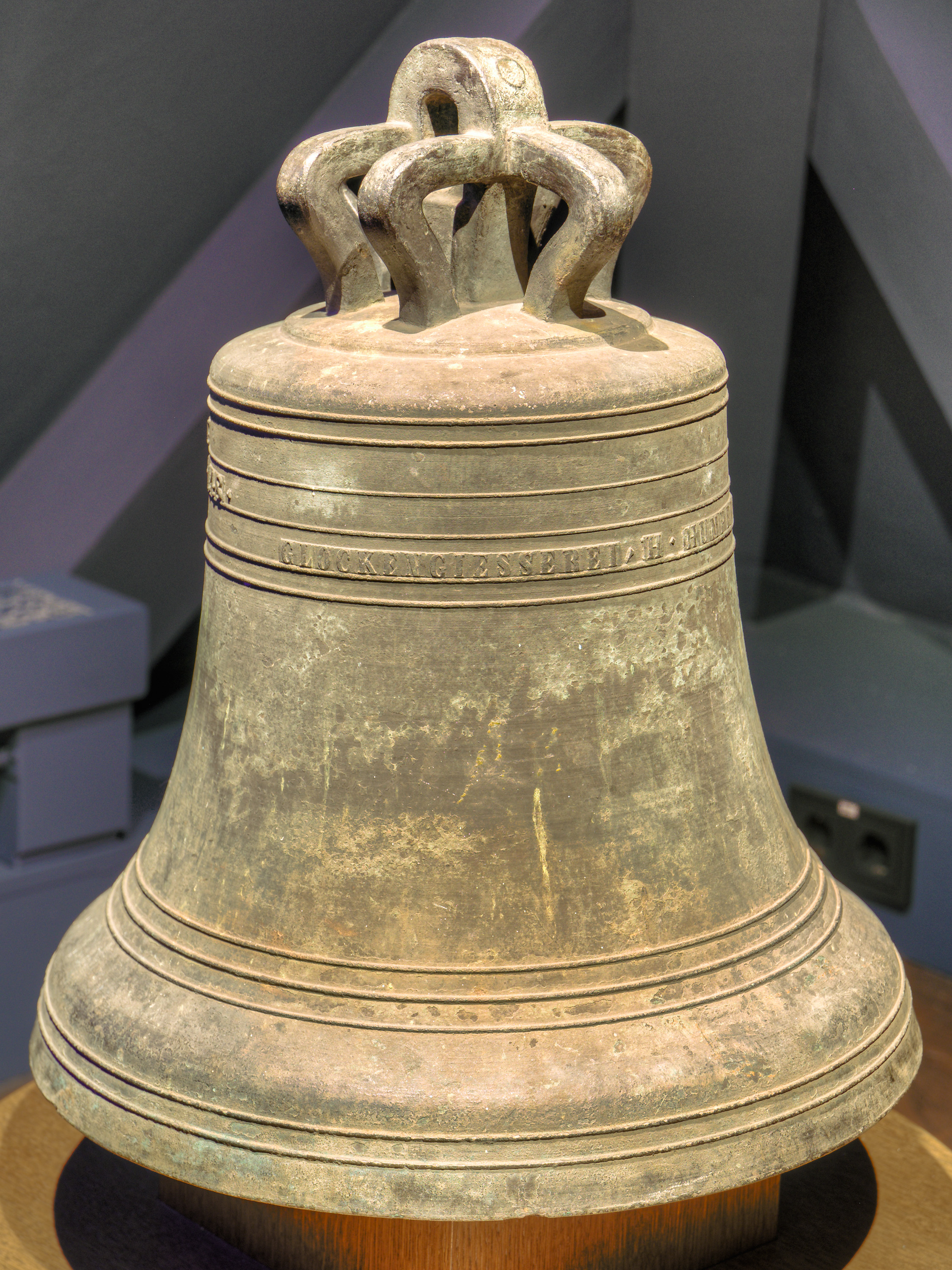
Glocke aus Briloner Glockengießerei

In einem Regal an der Wand ist ein Holzmodell mit Buchstaben für den Glockenguss angebracht. Zwei Glocken sind ausgestellt.

#### Historische Waldnutzung
Das Thema Wald und Holzkohlengewinnung wird eindrucksvoll inszeniert, ein besonderes Exponat ist die Schalmei aus gedrehter trockener Baumrinde.

#### Sonderausstellungen
Zu unregelmäßigen Terminen werden Ausstellungen zu unterschiedlichen Themen gezeigt.

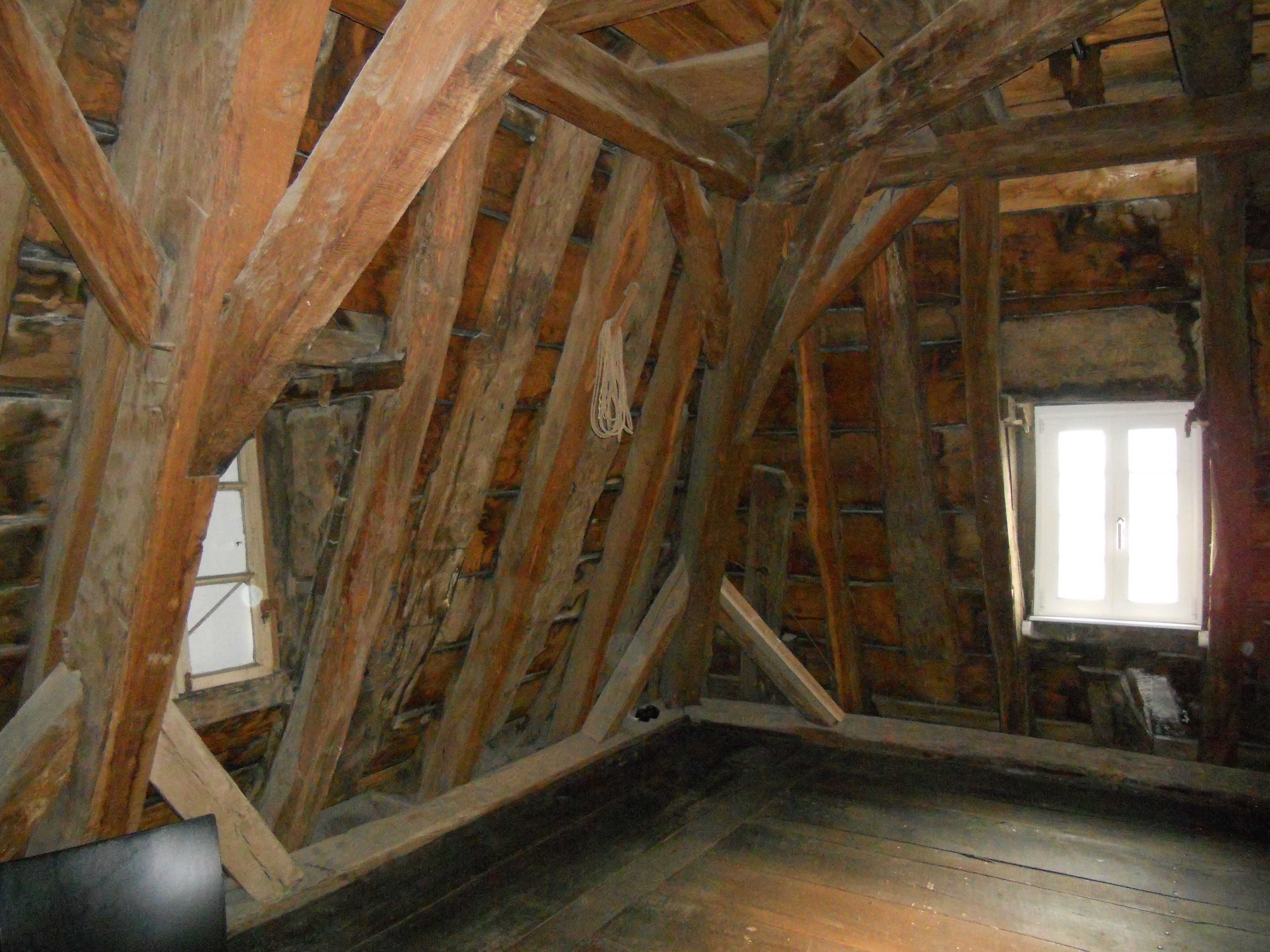
Zustand des Dachbodens im Jahr 2011, Ebene 1

#### Dauerausstellung Pitt Moog
Seit 2019 wird im oberen Dachgeschoss die Dauerausstellung Paloma – Echo der Mythen mit Werken des in Brilon lebenden Künstlers Pitt Moog gezeigt.